# Gymnoscelis obtusata
Gymnoscelis obtusata är en fjärilsart som beskrevs av Hans Rebel 1940. Gymnoscelis obtusata ingår i släktet Gymnoscelis och familjen mätare. Inga underarter finns listade i Catalogue of Life.